# 莲花街道 (吉林市)
莲花街道，是中华人民共和国吉林省吉林市昌邑区下辖的一个街道办事处。

## 行政区划
莲花街道下辖以下地区：
骊景社区、松江热电社区、莲花社区、乾丰园社区、桃源社区和西山社区。